# We Exist
We Exist is een nummer van de Canadese indierockband Arcade Fire uit 2014. Het is de derde single van hun vierde studioalbum Reflektor.
"We Exist" gaat over zelfvertrouwen en gelijkheid. Volgens zanger Win Butler gaat het nummer "over een homoseksueel kind dat met zijn vader praat" en uit de kast komt. Butler kreeg de inspiratie van het nummer toen hij zelf vader werd, maar ook toen hij een ontmoeting had met een homoseksuele tiener op Jamaica, wat volgens Butler een moeilijke plek is om homo te zijn. Het nummer werd enkel een klein radiohitje in Vlaanderen, waar het de 3e positie bereikte in de Tipparade.